# 董经纬 (1963年)
董经纬（1963年11月18日—），男，汉族，河北赵县人，中华人民共和国政治人物，中国共产党党员，研究生学历，理学硕士。中共十八、十九、二十大代表，第十三届全国政协委员。现任中央人民政府驻香港特别行政区维护国家安全公署署长（第2任）。

## 生平
2006年2月14日至2017年3月30日担任河北省国家安全厅厅长。2018年4月任中华人民共和国国家安全部副部长。曾任中华人民共和国国家安全部政治部主任。
2019年3月，当选为中国法学会第八届理事会副会长。
2021年6月18日，董经纬主持座谈会学习贯彻4月26日起施行的《反间谍安全防范工作规定》，并对反奸防谍工作作出部署。6月23日，参加上海合作组织成员国安全会议秘书第十六次会议。
2023年3月，当选为第十四届全国人大社会建设委员会委员。同年7月，接替鄭雁雄出任第2任中央人民政府驻香港特别行政区维护国家安全公署署长。

## 被美國制裁
2025年3月31日，美國國務院宣佈制裁董經緯等6名香港及中國大陸官員，而董是當中唯一的大陸官員，稱他們利用港區國安法來打壓人權及香港自治。這是特朗普擔任第二個總統任期以來首次制裁中港官員。外交部驻港公署及香港特區政府均強烈讉責美國的制裁。